# Suspense
Pour les articles homonymes, voir Suspense (homonymie).
Le suspense, ou suspens, est généralement considéré comme une émotion esthétique associée à une mise en intrigue dans laquelle le public (lecteur, spectateur, auditeur, etc.) est encouragé à anticiper le développement ultérieur d'une action incertaine :
« Le suspense est créé lorsque le développement, l’issue ou les conséquences d’un événement demeurent incertains, mais néanmoins partiellement prévisibles. L’interprète est alors encouragé à produire un pronostic sur le développement ultérieur de la séquence événementielle. La réticence textuelle se manifeste dans ce cas par un respect au moins partiel de la chronologie des événements, ce qui a pour effet de retarder l’exposition d’informations concernant un futur que le lecteur souhaiterait connaître d’emblée. »

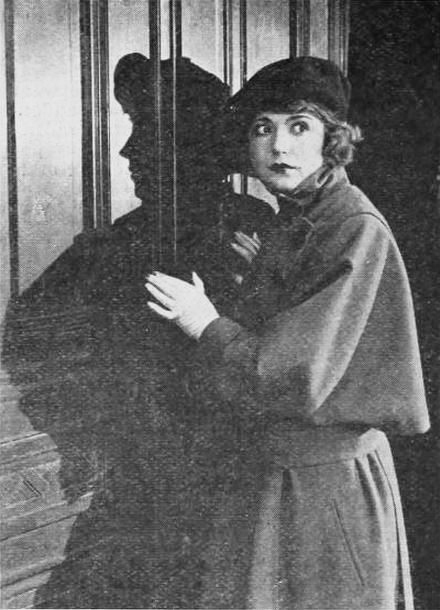
Photogramme du film Suspense (1919).

Pour accentuer un tel effet, certains récits recourent à une interruption stratégique de la narration à la fin d'un chapitre ou d'un épisode, ce qui produit un cliffhanger.
Une autre façon d'orienter l'attention du public vers le futur développement d'une action consiste à mentionner un événement futur de manière ambiguë, ce qui lie cet effet à ce que Genette définit comme une prolepse. Au cinéma, Hitchcock distingue le suspense de la surprise en insistant en particulier sur sa durée, il souligne qu'un procédé classique pour créer cet effet consiste à informer le public d'un danger qui menace le protagoniste, sans que ce dernier en ait conscience.
« Nous sommes en train de parler, il y a peut-être une bombe sous cette table et notre conversation est très ordinaire, il ne se passe rien de spécial, et tout d’un coup: boum, explosion. Le public est surpris, mais, avant qu’il ne l’ait été, on lui a montré une scène absolument ordinaire, dénuée d’intérêt. Maintenant, examinons le suspense. La bombe est sous la table et le public le sait, probablement parce qu’il a vu l’anarchiste la déposer. Le public sait que la bombe explosera à une heure et il sait qu’il est une heure moins le quart — il y a une horloge dans le décor — ; la même conversation anodine devient tout à coup très intéressante parce que le public participe à la scène. Il a envie de dire aux personnages qui sont sur l’écran : « Vous ne devriez pas raconter des choses si banales, il y a une bombe sous la table, et elle va bientôt exploser. »
Bien que l'on associe généralement le suspense à un récit fictionnel, il arrive que l'on utilise ce terme pour se référer à une anxiété que l'on peut éprouver face au développement d'un événement réel dont l'issue reste incertaine. Ce genre de terme se rencontre notamment dans le discours journalistique quand les informations se réfèrent au développement d'un feuilleton médiatique.

## Suspense paradoxal
Le « paradoxe du suspense » désigne la résistance de cet effet malgré la réitération du récit, c'est-à-dire malgré la disparition de l'incertitude pour le relecteur ou pour le spectateur qui revoit un film à de nombreuses reprises sans s'en lasser et sans cesser de trembler pour le héros. Robert Yanal expose le paradoxe du suspense de la manière suivante :
1. les répétiteurs ressentent du suspense lié à un résultat attendu dans le récit ;
2. les répétiteurs sont certains de ce que sera le résultat ;
3. le suspense requiert l'incertitude[7],[8].

Plusieurs explications contradictoires ont été avancées pour expliquer ce phénomène qui est encore loin de faire l'objet d'un consensus (voir par exemple la polémique entre Gerrig 1989 ; 1997 et Yanal 1996 ; cf. aussi Baroni 2007 : 279-295). Pour certains (Walton 1990), la rémanence du suspense s'expliquerait par un phénomène d'immersion qui ferait oublier au lecteur sur un plan fictif ce qu'il saurait sur un plan factuel.
D'autres affirment que le relecteur s'attend à ce que le monde fictionnel fonctionne selon les mêmes lois que le monde réel, dans lequel aucun événement ne se reproduit deux fois à l'identique (Gerrig 1989). Selon Robert Yanal (1996), les vrais répétiteurs seraient en fait très rares et la rémanence du suspense s'expliquerait essentiellement par l'oubli des détails de l'intrigue entre deux actualisations. Yanal ajoute que si une forme d'émotion anticipatrice continuait à se manifester au contact d'une œuvre culte connue dans ses moindres détails, sa définition étant contradictoire avec celle du suspense, elle devrait être considérée comme distincte. Baroni propose d'appeler cette émotion le « rappel » et il souligne que ce plaisir que l'on tire de la répétition d'une forme narrative bien connue joue un rôle identitaire et concerne particulièrement les enfants qui apprécient qu'on leur raconte fréquemment la même histoire.
À la suite du Prieto-Pablos (1998), Baroni ajoute qu'en dehors du rappel, il peut y avoir malgré tout une rémanence du suspense en l'absence d'incertitude par empathie envers le sort du héros, notamment dans un contexte tragique. Dans ce dernier cas, appelé « suspense par contradiction », la tension reposerait sur une opposition entre le « savoir » et le « vouloir ».